# King Solomon’s Mines (1919)
King Solomon's Mines ist ein südafrikanischer Stummfilm aus dem Jahr 1919. Als literarische Vorlage diente der gleichnamige Roman von H. Rider Haggard. Es ist auch die erste Verfilmung dieses Romans. Der Film gilt bis heute als verschollen.

## Handlung
Allan Quatermain macht mit seinen beiden Freunden Sir Henry Curtis und Captain John Food R.N. eine Expedition in unbekanntes afrikanisches Gebiet. Er möchte dort einen Archäologen finden, der bei seiner Suche nach dem Schatz von Salomon als vermisst gilt.

## Veröffentlichung
King Solomon's Mines erschien am 22. September 1919 in Südafrika.